# U-81 (tàu ngầm Đức) (1941)
U-81 là một tàu ngầm tấn công  Lớp Type VII thuộc phân lớp Type VIIC được Hải quân Đức Quốc Xã chế tạo trong Chiến tranh Thế giới thứ hai. Nhập biên chế năm 1941, nó đã thực hiện được tổng cộng mười bảy chuyến tuần tra, đánh chìm hay gây tổn thất toàn bộ cho 25 tàu buôn tổng tải trọng 49.256 GRT, một tàu sân bay cùng một tàu chiến phụ trợ, đồng thời gây hư hại cho một tàu buôn khác. Chiến công nổi bật nhất của U-81 là đã đánh chìm tàu sân bay Anh HMS Ark Royal tại Địa Trung Hải. Chiếc tàu ngầm bị mất do trúng bom trong cuộc không kích của Đồng Minh xuống Pola, Ý (nay là Pula, Croatia) vào ngày 9 tháng 1, 1944.

## Thiết kế và chế tạo

### Thiết kế

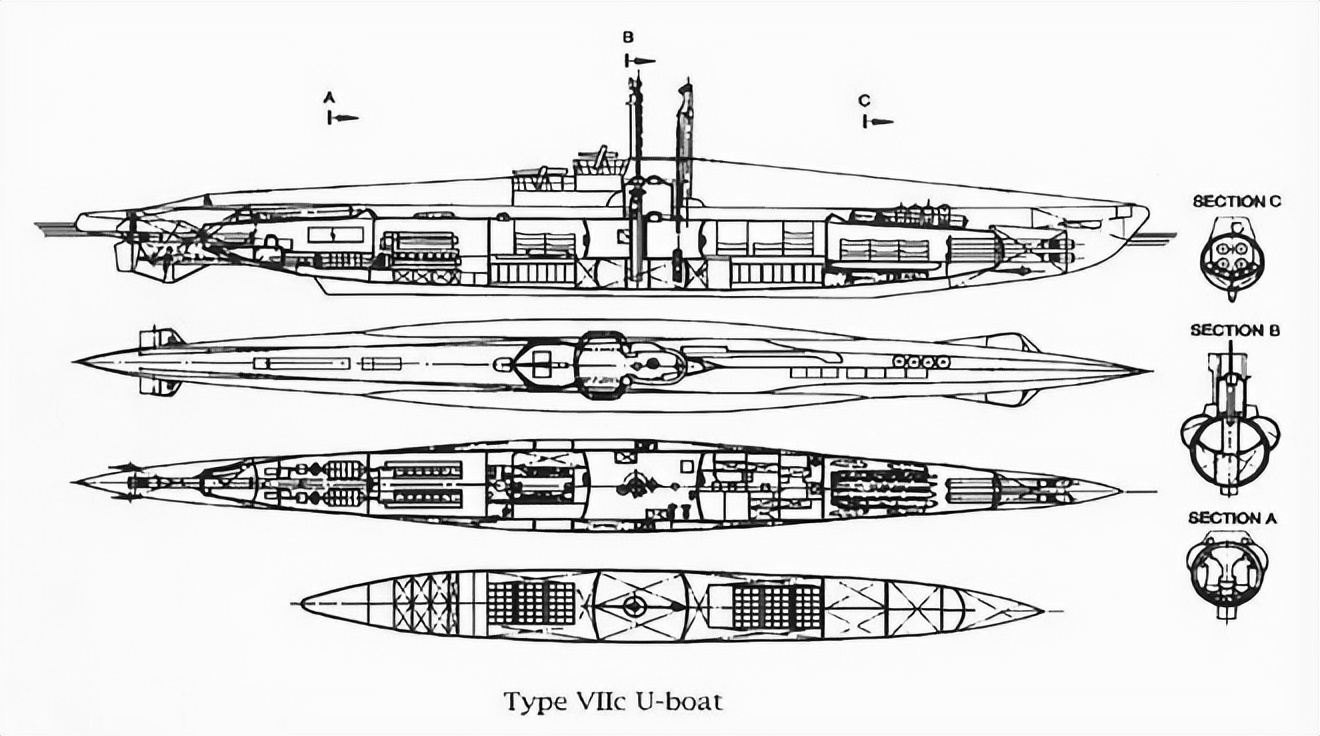
Sơ đồ các mặt cắt một tàu ngầm Type VIIC

Phân lớp VIIC của Tàu ngầm Type VII là một phiên bản VIIB được kéo dài thêm. Chúng có trọng lượng choán nước 769 t (757 tấn Anh) khi nổi và 871 t (857 tấn Anh) khi lặn). Con tàu có chiều dài chung 67,10 m (220 ft 2 in), lớp vỏ trong chịu áp lực dài 50,50 m (165 ft 8 in), mạn tàu rộng 6,20 m (20 ft 4 in), chiều cao 9,60 m (31 ft 6 in) và mớn nước 4,74 m (15 ft 7 in).
Chúng trang bị hai động cơ diesel Germaniawerft F46 siêu tăng áp 6-xy lanh 4 thì, tổng công suất 2.800–3.200 PS (2.100–2.400 kW; 2.800–3.200 bhp), dẫn động hai trục chân vịt đường kính 1,23 m (4,0 ft), cho phép đạt tốc độ tối đa 17,7 kn (32,8 km/h), và tầm hoạt động tối đa 8.500 nmi (15.700 km) khi đi tốc độ đường trường 10 kn (19 km/h). Khi đi ngầm dưới nước, chúng sử dụng hai động cơ/máy phát điện AEG GU 460/8–27  tổng công suất 750 PS (550 kW; 740 shp). Tốc độ tối đa khi lặn là 7,6 kn (14,1 km/h), và tầm hoạt động 80 nmi (150 km) ở tốc độ 4 kn (7,4 km/h). Con tàu có khả năng lặn sâu đến 230 m (750 ft).
Vũ khí trang bị có năm ống phóng ngư lôi 53,3 cm (21 in), bao gồm bốn ống trước mũi và một ống phía đuôi, và mang theo tổng cộng 14 quả ngư lôi, hoặc tối đa 22 quả thủy lôi TMA, hoặc 33 quả TMB. Tàu ngầm Type VIIC bố trí một hải pháo 8,8 cm SK C/35 cùng một pháo phòng không 2 cm (0,79 in) trên boong tàu. Thủy thủ đoàn bao gồm 4 sĩ quan và 40-56 thủy thủ.

### Chế tạo
U-81 được đặt hàng vào ngày 25 tháng 1, 1939, và được đặt lườn tại xưởng tàu của hãng Bremer Vulkan-Vegesacker Werft tại Bremen-Vegesack vào ngày 11 tháng 5, 1940. Nó được hạ thủy vào ngày 22 tháng 2, 1941, và nhập biên chế cùng Hải quân Đức Quốc Xã vào ngày 26 tháng 4, 1941 dưới quyền chỉ huy của Hạm trưởng, Trung úy Hải quân Friedrich Guggenberger.

## Lịch sử hoạt động

### 1941

#### Chuyến tuần tra thứ nhất và thứ hai
Sau khi di chuyển từ Kiel đến cảng Trondheim vào cuối tháng 6, U-81 xuất phát từ cảng Na Uy này vào ngày 17 tháng 7 cho chuyến tuần tra đầu tiên trong chiến tranh. Nó hoạt động dọc bờ biển Na Uy, và kết thúc chuyến tuần tra khi đi đến cảng Kirkenes ở phía cực Bắc Na Uy vào ngày 7 tháng 8. Con tàu quay trở lại cảng Trondheim vào giữa tháng 8.
U-81 lại khởi hành từ Trondheim vào ngày 27 tháng 8 cho chuyến tuần tra tiếp theo. Chiếc tàu ngầm băng qua khe GIUK giữa quần đảo Faroe và Iceland để vòng qua quần đảo Anh và đi đến khu vực tuần tra tại eo biển Đan Mạch và phía Nam Greenland và Iceland. Nó đã tấn công Đoàn tàu SC 42 vào ngày 9 tháng 9, đánh chìm tàu buôn Anh Empire Springbuck 5.591 GRT, rồi đến chiếc Sally Maersk 3.252 GRT vào ngày hôm sau. U-81 kết thúc chuyến tuần tra và đi đến cảng Brest bên bờ biển Đại Tây Dương của Pháp đã bị Đức chiếm đóng, đến nơi vào ngày 19 tháng 9.
Vào cuối tháng 10, U-81 là một trong những tàu U-boat được phái sang hoạt động tại Địa Trung Hải. Tuy nhiên nó chỉ vừa rời cảng Brest được một ngày và đang băng qua vịnh Biscay vào ngày 30 tháng 10, khi nó bị một thủy phi cơ PBY Catalina thuộc Liên đội 209 Không quân Hoàng gia Anh tấn công, và bị hư hại đáng kể. Chiếc tàu ngầm tiếp tục bị một máy bay ném bom Lockheed Hudson thả mìn sâu tấn công, nên buộc phải quay trở lại Brest vào ngày 31 tháng 10 để sửa chữa.

#### Chuyến tuần tra thứ ba - Đánh chìmArk Royal

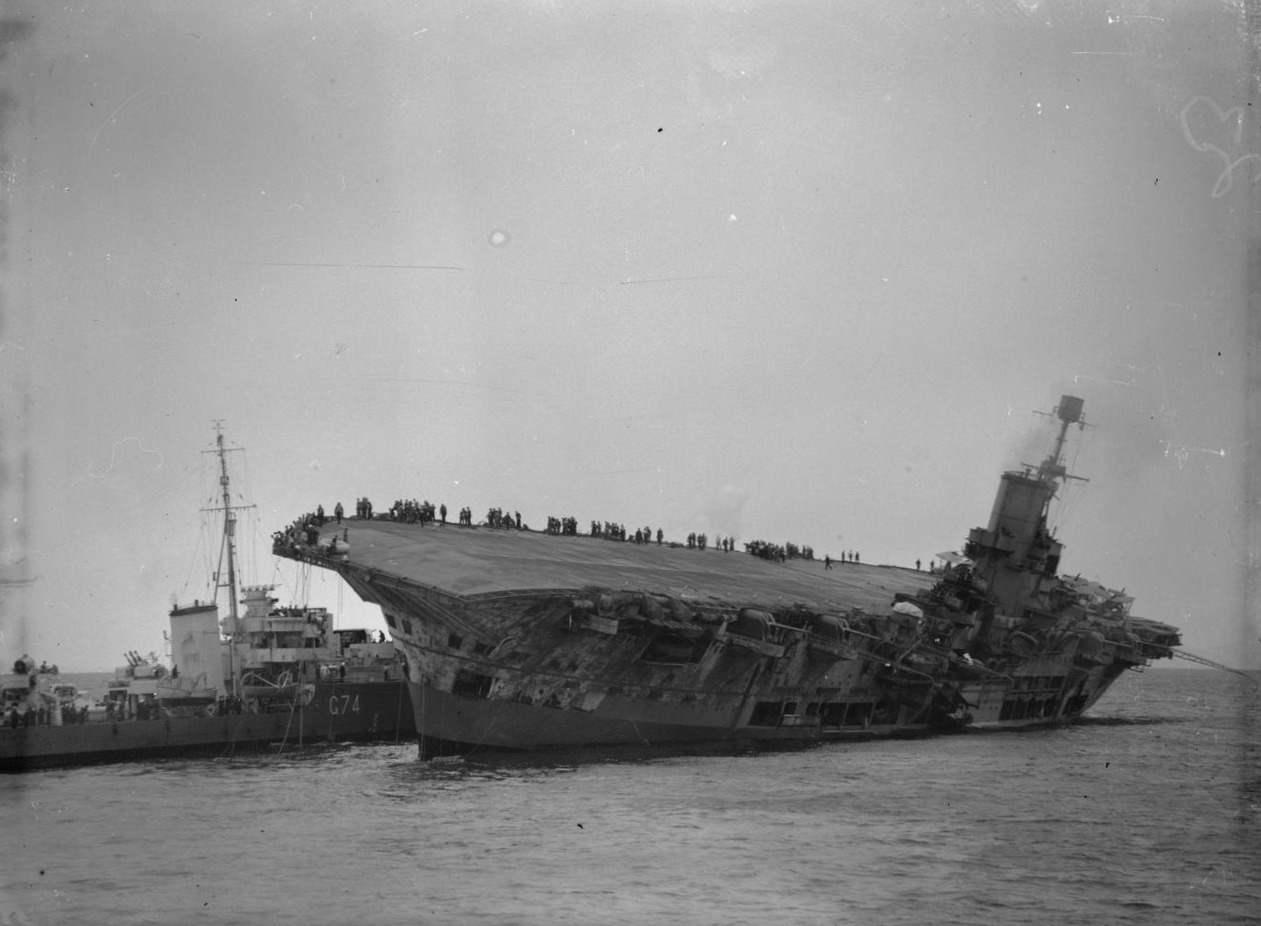
đang áp sát đã bị hư hại để cứu những người sống sót

U-81 lại khởi hành từ Brest vào ngày 4 tháng 11, và đã thành công khi vượt qua eo biển Gibraltar được Hải quân Hoàng gia Anh canh phòng chặt chẽ để tiến vào Địa Trung Hải. Ngoài khơi Gibraltar vào ngày 13 tháng 11, chiếc tàu ngầm phát hiện Lực lượng H, bao gồm thiết giáp hạm HMS Malaya. Nó phóng bốn quả ngư lôi tấn công Malaya lúc 16 giờ 37 phút, và một quả đã đánh trúng tàu sân bay HMS Ark Royal. U-81 sau đó lặn sâu để né tránh mìn sâu phản công từ các tàu hộ tống. Bất chấp mọi nỗ lực cứu hộ, Ark Royal phải bị bỏ lại 12 giờ sau cuộc tấn công, rồi lật úp và đắm hai giờ sau đó; nó bị mất hầu hết máy bay, nhưng chỉ có một thủy thủ tử trận trong vụ đắm tàu.  Sau khi tiếp tục tuần tra tại khu vực Đông Địa Trung Hải ngoài khơi bờ biển Libya và Ai Cập, U-81 đi đến cảng La Spezia, Ý vào ngày 1 tháng 12, nơi nó gia nhập Chi hạm đội U-boat 29.

### 1942

#### Chuyến tuần tra thứ tư và thứ năm
Trong chuyến tuần tra thứ tư diễn ra từ ngày 27 tháng 1 đến ngày 4 tháng 3, 1942, xuất phát từ La Spezia, U-81 hoạt động tại khu vực Đông Địa Trung Hải dọc bờ biển Libya và Ai Cập, nhưng không đánh chìm được mục tiêu nào.
Nó lại khởi hành từ La Spezia vào ngày 4 tháng 4 cho chuyến tuần tra thứ năm tại khu vực Đông Địa Trung Hải. Sau khi rải thủy lôi ngoài khơi Haifa, Palestine trong đêm 15 rạng sáng ngày 16 tháng 4, từ ngày 16 đến ngày 22 tháng 4, nó đã đánh chìm tàu đánh cá vũ trang Pháp Vikings, tàu chở dầu Anh Caspia, cùng năm tàu Ai Cập khác với tổng tải trọng 7.682 GRT. U-81 kết thúc chuyến tuần tra khi đi đến đảo Salamis, Hy Lạp vào ngày 25 tháng 4.

#### Chuyến tuần tra thứ sáu và thứ bảy
Trong chuyến tuần tra thứ sáu (từ 6 tháng 5 đến 3 tháng 6) xuất phát từ Salamis, U-81 tiếp tục hoạt động dọc bờ biển Libya và Ai Cập nhưng không đánh chìm được mục tiêu nào.
U-81 lại khởi hành từ Salamis vào ngày 6 tháng 6 cho chuyến tuần tra tiếp theo tại khu vực Đông Địa Trung Hải. Nó đã đánh chặn Đoàn tàu AT 49 ngoài khơi Ai Cập và đánh chìm tàu chở dầu Anh Havre vào ngày 10 tháng 6, trước khi quay trở lại cảng La Spezia, Ý vào ngày 24 tháng 6.

#### Chuyến tuần tra thứ tám và thứ chín
Xuất phát từ cảng La Spezia vào ngày 5 tháng 10 cho chuyến tuần tra thứ tám, U-81 hoạt động tại khu vực Tây Địa Trung Hải ngoài khơi bờ biển Algeria. Chiếc tàu ngầm đã đánh chìm chiếc tàu buôn Anh Garlinge vào ngày 10 tháng 11, rồi chỉ ba ngày sau đó đã đánh chặn một đoàn tàu vận tải tham gia Chiến dịch Torch, cuộc đổ bộ của lực lượng Đồng Minh lên Bắc Phi, đánh chìm chiếc tàu buôn Anh Maron vào ngày 13 tháng 11. Nó quay trở về cảng La Spezia để kết thúc chuyến tuần tra vào ngày 16 tháng 11.
Chuyến tuần tra thứ chín tại khu vực Tây Địa Trung Hải bắt đầu từ La Spezia vào ngày 24 tháng 11, nhưng U-81 không đánh chìm được mục tiêu nào, và kết thúc chuyến tuần tra khi đi đến Pola, Ý (nay là Pula, Croatia) vào ngày 21 tháng 12.

### 1943

#### Chuyến tuần tra thứ mười và thứ mười một
U-81 khởi hành từ Pola vào ngày 30 tháng 1, 1943 cho chuyến tuần tra thứ mười, nó quay trở lại hoạt động tại khu vực Đông Địa Trung Hải ngoài khơi Libya, Ai Cập và Palestine. Chiếc tàu ngầm đã phóng ngư lôi tấn công và gây hư hại cho chiếc tàu chở dầu Hà Lan Saroena 6.671 GRT vào ngày 10 tháng 2. Sang ngày hôm sau, nó tấn công và đánh chìm bốn thuyền buồm Ai Cập, Liban và Palestine trước khi kết thúc chuyến tuần tra và quay trở lại đảo Salamis, Hy Lạp vào ngày 19 tháng 2.
Trong chuyến tuần tra tiếp theo diễn ra từ ngày 6 tháng 3 đến ngày 7 tháng 4, U-81 tiếp tục đánh chìm ba thuyền buồm Ai Cập và Syria dọc theo bờ biển Palestine và Liban trước khi quay về căn cứ Pola, Ý.

#### Chuyến tuần tra thứ mười hai và mười ba
U-81 lại xuất phát từ Pola vào ngày 6 tháng 6 cho chuyến tuần tra thứ mười hai, tiếp tục hoạt động tại khu vực Đông Địa Trung Hải ngoài khơi Libya, Ai Cập và Palestine. Nó đã phóng hai quả ngư lôi đánh chìm tàu chở quân Anh SS Yoma thuộc Đoàn tàu GTX 2 ngoài khơi Libya vào ngày 17 tháng 6; làm thiệt mạng 30 thủy thủ, ba pháo thủ cùng 451 binh lính Anh và Pháp. Nó tiếp tục đánh chìm ba thuyền buồm Ai Cập và Syria dọc bờ biển Palestine trong các ngày 25 và 26 tháng 6, rồi sang ngày 27 tháng 6 đã đánh chìm tàu buôn Hy Lạp Michalios ở vị trí 3 mi (4,8 km) về phía Tây Nam Latakia, Syria. U-81 sau đó phải lặn xuống né tránh pháo phòng thủ duyên hải đối phương tại khu vực phản công. Chiếc tàu ngầm đi đến đảo Salamis, Hy Lạp vào ngày 4 tháng 7.
U-81 xuất phát từ Salamis vào ngày 14 tháng 7 cho chuyến tuần tra thứ mười ba, để hoạt động tại khu vực biển Ionia. Nó phóng một loạt ba quả ngư lôi tấn công Empire Moon 7.472 GRT ở vị trí về phía Nam Syracusa, Sicilia, khiến chiếc tàu buôn Anh trở thành một tổn thất toàn bộ. Chiếc tàu ngầm quay trở về Pola vào ngày 25 tháng 7. Cảng Pola trở thành căn cứ hoạt động cho bốn chuyến tuần tra sau cùng của U-81.

#### Chuyến tuần tra thứ mười bốn, mười lăm và mười sáu
Trong chuyến tuần tra thứ mười bốn (từ ngày 1 đến ngày 10 tháng 8), U-81 hoạt động ngoài khơi Libya; và trong chuyến tiếp theo (từ ngày 20 tháng 9 đến ngày 13 tháng 10), nó hoạt động tại khu vực biển Ionia về phía Đông Sicilia. Trong cả hai chuyến nó không đánh chìm được mục tiêu nào, ngoài việc tấn công một tàu buôn Ý vào ngày 7 tháng 10 nhưng không trúng đích.
U-81 thành công hơn trong chuyến tuần tra thứ mười sáu (từ ngày 10 đến ngày 23 tháng 11) tại khu vực biển Ionia. Chiếc tàu ngầm đã phóng một loạt hai quả ngư lôi tấn công SS Empire Dunstan 2.887 GRT thuộc Đoàn tàu AH 9 ở vị trí về phía Đông Nam Taranto vào ngày 18 tháng 11, một quả trúng đích đã khiến chiếc tàu buôn Anh vỡ làm đôi và đắm chỉ trong vòng 20 phút.

### 1944

#### Chuyến tuần tra thứ mười bảy
U-81 xuất phát vào ngày 30 tháng 12, 1943 cho chuyến tuần tra thứ mười bảy, cũng là chuyến cuối cùng của nó. Do sự cố một thành viên thủy thủ đoàn mắc bệnh, chiếc tàu ngầm buộc phải cắt ngắn chuyến đi và quay trở lại căn cứ vào ngày 3 tháng 1, 1944.

#### Bị mất
Trong đợt không kích xuống cảng Pola, Ý (nay là Pula thuộc Croatia) do máy bay ném bom Boeing B-17 Flying Fortress của Không lực 15 Hoa Kỳ thực hiện vào ngày 9 tháng 1, 1944, U-81 đang neo đậu trong cảng để chuẩn bị cho chuyến tuần tra tiếp theo. Nó trúng một quả bom cạnh cửa nắp ống phóng ngư lôi phía đuôi lúc 11 giờ 30 phút, khiến hai thủy thủ tử trận. Con tàu nhanh chóng ngập nước rồi đắm ở vùng nước nông, tại tọa độ 44°52′B 13°51′Đ / 44,867°B 13,85°Đ.
Xác tàu đắm được trục vớt vào ngày 22 tháng 4, 1944 và bị tháo dỡ sau đó.

### Tóm tắt chiến công
U-81 đã đánh chìm hay gây tổn thất toàn bộ cho 25 tàu buôn tổng tải trọng 49.256 GRT, một tàu sân bay cùng một tàu chiến phụ trợ, đồng thời gây hư hại cho một tàu buôn khác:
| Ngày              | Tên tàu            | Quốc tịch              | Tải trọng | Số phận          |
| ----------------- | ------------------ | ---------------------- | --------- | ---------------- |
| 9 tháng 9, 1941   | Empire Springbuck  | Anh Quốc               | 5.591     | Bị đánh chìm     |
| 10 tháng 9, 1941  | Sally Mærsk        | Anh Quốc               | 3.252     | Bị đánh chìm     |
| 13 tháng 11, 1941 | HMS Ark Royal      | Hải quân Hoàng gia Anh | 22.600    | Bị đánh chìm     |
| 16 tháng 4, 1942  | Bab el Farag       | Ai Cập                 | 105       | Bị đánh chìm     |
| 16 tháng 4, 1942  | Caspia             | Anh Quốc               | 6.018     | Bị đánh chìm     |
| 16 tháng 4, 1942  | Fatouhel el Rahman | Ai Cập                 | 97        | Bị đánh chìm     |
| 16 tháng 4, 1942  | FFL Vikings        | Pháp Tự do             | 1.150     | Bị đánh chìm     |
| 19 tháng 4, 1942  | Hefz el Rahman     | Ai Cập                 | 90        | Bị đánh chìm     |
| 22 tháng 4, 1942  | El Saadiah         | Ai Cập                 | 122       | Bị đánh chìm     |
| 22 tháng 4, 1942  | Aziza              | Ai Cập                 | 100       | Bị đánh chìm     |
| 22 tháng 4, 1942  | Havre              | Anh Quốc               | 2.073     | Bị đánh chìm     |
| 10 tháng 11, 1942 | Garlinge           | Anh Quốc               | 2.012     | Bị đánh chìm     |
| 13 tháng 11, 1942 | Maron              | Anh Quốc               | 6.487     | Bị đánh chìm     |
| 10 tháng 2, 1943  | Saroena            | Anh Quốc               | 6.671     | Bị hư hại        |
| 11 tháng 2, 1943  | Al Kasbanah        | Ai Cập                 | 110       | Bị đánh chìm     |
| 11 tháng 2, 1943  | Dolphin            | Palestine              | 135       | Bị đánh chìm     |
| 11 tháng 2, 1943  | Husni              | Lebanon                | 107       | Bị đánh chìm     |
| 11 tháng 2, 1943  | Sabah al Kheir     | Ai Cập                 | 36        | Bị đánh chìm     |
| 20 tháng 3, 1943  | Bourgheih          | Ai Cập                 | 244       | Bị đánh chìm     |
| 20 tháng 3, 1943  | Mawahab Allah      | Syria                  | 77        | Bị đánh chìm     |
| 28 tháng 3, 1943  | Rouisdi            | Ai Cập                 | 133       | Bị đánh chìm     |
| 17 tháng 6, 1943  | Yoma               | Anh Quốc               | 8.131     | Bị đánh chìm     |
| 25 tháng 6, 1943  | Nisr               | Ai Cập                 | 80        | Bị đánh chìm     |
| 26 tháng 6, 1943  | Nelly              | Syria                  | 80        | Bị đánh chìm     |
| 26 tháng 6, 1943  | Toufic Allah       | Syria                  | 75        | Bị đánh chìm     |
| 27 tháng 6, 1943  | Michalios          | Hy Lạp                 | 3.742     | Bị đánh chìm     |
| 22 tháng 7, 1943  | Empire Moon        | Anh Quốc               | 7.472     | Tổn thất toàn bộ |
| 18 tháng 11, 1943 | Empire Dunstan     | Anh Quốc               | 2.887     | Bị đánh chìm     |